# Франсес Баард
Франсес Баард (на африкаанс Frances Baard) е окръг в Република Южна Африка. Намира се в провинция Северен Кейп. Главен административен център на окръга и на провинция Северен Кейп е град Кимбърли.

## Население
Населението на Франсес Баард през 2001 г. наброява 324 814 души.

## Расов състав

### 2001
- 196 591 (60,52%) – черни,
- 88 054 (27,11%) – цветнокожи,
- 38 373 (11,81%) – бели африканци,
- 1796 (0,55%) – азиатци.